# Powiat Miskolc
Powiat Miskolc (węg. Miskolci járás) – jeden z piętnastu powiatów komitatu Borsod-Abaúj-Zemplén na Węgrzech. Siedzibą władz jest miasto Miszkolc.

## Miejscowości powiatu Miskolc
- Alsózsolca
- Arnót
- Berzék
- Bőcs
- Bükkaranyos
- Bükkszentkereszt
- Emőd
- Felsőzsolca
- Gesztely
- Harsány
- Hernádkak
- Hernádnémeti
- Kisgyőr
- Kistokaj
- Kondó
- Köröm
- Mályi
- Miszkolc
- Muhi
- Nyékládháza
- Onga
- Ónod
- Parasznya
- Radostyán
- Répáshuta
- Sajóbábony
- Sajóecseg
- Sajóhídvég
- Sajókápolna
- Sajókeresztúr
- Sajólád
- Sajólászlófalva
- Sajópálfala
- Sajópetri
- Sajósenye
- Sajóvámos
- Sóstófalva
- Szirmabesenyő
- Újcsanálos
- Varbó